# Nhóm ngôn ngữ Nuristan
Ngữ chi Nuristan, trước đây gọi là ngữ chi Kafir, là một trong ba nhóm trong ngữ tộc Ấn-Iran, cùng với hai ngữ chi Ấn-Arya và Iran đông người nói hơn nhiều. Ngữ chi này có khoảng 130.000 người nói, sống chủ yếu ở miền đông Afghanistan cùng vài thung lũng liền kề tại huyện Chitral, Khyber Pakhtunkhwa, Pakistan. Vùng mà người Nuristan cư ngụ nằm về phía nam dãy Hindu Kush, được cấp rút nước nhờ sông Alingar về phía tây, sông Pech ở mạn giữa, sông Landai Sin và Kunar về phía đông. Trước khi được tách ra làm nhánh riêng, các học giả thường đưa nhóm này vào ngữ chi Ấn-Arya hay Iran.

## Ngôn ngữ
- Bắc:
  - Kamkata-vari (Bashgal, gồm ba phương ngữ Kata-vari, Kamviri, Mumviri) 40.000 người nói
  - Vasi-vari (Prasun) 8.000 người nói
- Nam:
  - Askun 40.000 người nói
  - Waigal (Kalasha-ala)  12.000 người nói
  - Tregam (Gambiri) 3.500 người nói
  - Zemiaki 500 người nói